# Liefdesroman
De liefdesroman is een genre uit de zogenaamde triviaalliteratuur, waarvan de verhaallijn zich sterk concentreert op een romantische verhouding tussen twee protagonisten. Het genre is voornamelijk gericht op een vrouwelijk publiek en de boeken verschijnen vaak in serievorm. Het genre wordt ook wel aangeduid met romantiek of romantische literatuur (Engels romance novel); deze namen zijn echter in het Nederlands te vermijden om verwarring met de stijlperiode "romantiek" te voorkomen.

## Geschiedenis
Hoewel romantiek in westerse literatuur vaak voorkomt zijn verhalen die geheel of hoofdzakelijk om een liefde draaien niet altijd gebruikelijk geweest. Een vroeg voorbeeld is het beroemde toneelstuk Romeo en Julia van Shakespeare. Een van de eerste romans geheel gewijd aan de liefde, en bovendien een liefde beschreven vanuit een vrouwelijk perspectief, was de briefroman Pamela, or Virtue Rewarded van Samuel Richardson. Ook het werk van Jane Austen, in het bijzonder Pride and Prejudice, is van grote invloed geweest op dit genre. In de loop van de negentiende eeuw komen er langzaam maar zeker meer boeken die zich speciaal op een romantisch thema richten. Al in het Biedermeiertijdperk (1815-1848) zijn er in Duitsland auteurs als August Lafontaine en Heinrich Clauren. Anders dan Austens werk worden hun boeken niet als "grote" literatuur beschouwd en krijgen ze het stigma van de trivialiteit. Dit oordeel zal kenmerkend worden voor alle latere liefdesliteratuur.
In het Interbellum neemt het genre een vlucht, als de Duitse Hedwig Courths-Mahler zowel in Duitsland als daarbuiten miljoenen boeken verkoopt. Ook in Groot-Brittannië bloeit het genre, met Georgette Heyer (die zich sterk door Austen laat inspireren) en Barbara Cartland, één der meest vertaalde auteurs ooit. Na de oorlog verschuift het zwaartepunt naar Noord-Amerika, waar uitgeverijen komen die zich specialiseren in liefdesromans in serie en één titel per maand uitbrengen (zoals het Canadese Harlequin). Thans is verreweg de meeste liefdesliteratuur uit de Verenigde Staten en Canada afkomstig; de boeken worden echter in vertaling ook in Europa zeer veel gelezen.

## Subgenres
De hoofdverdeling binnen de liefdesroman is die tussen de seriële roman en de losstaande roman. Liefdesromans die in serieverband verschijnen zijn gewoonlijk korter (novelleformaat) en verdwijnen na een maand uit de boekhandel omdat dan hun opvolger klaarstaat. De losse liefdesromans zijn langer en komen dichter in de buurt van de idealen die de "hoge literatuur" stelt: behalve dat de boeken dikker zijn, zijn ze gewoonlijk ook minder clichématig en stilistisch gezien rijker.
De liefdesroman kan ook ingedeeld worden naar thema. De belangrijkste thematische subgenres zijn:
- De historische liefdesroman, die als regel vóór de Tweede Wereldoorlog speelt. Aan het verleden wordt vaak een romantische aantrekkingskracht toegeschreven die het heden niet zou hebben. Dit kan bijvoorbeeld tot uiting komen in het "ridderlijke" karakter van de mannelijke hoofdpersoon.
- De contemporaine liefdesroman, als tegenhanger van de voorgaande, vaak bekend als de liefdesroman zonder meer.
- De paranormale liefdesroman, die het romantische thema combineert met elementen van fantasy of (minder vaak) sciencefiction. De Twilight-reeks van Stephenie Meyer kan tot dit subgenre gerekend worden.
- De spannende liefdesroman, (Engels: romantic suspense) liefdesromans die ook een thriller-achtige verhaallijn hebben.
- De christelijke liefdesroman, vooral in de Verenigde Staten geliefd (en vaak inspirational romance genoemd). Hierin ligt sterk de nadruk op een christelijke deugd en vaak ook op de band met God. Seks, als het al voorkomt, vindt alleen na het huwelijk plaats.
- De erotische liefdesroman. Ofschoon veel liefdesromans tegenwoordig seksscènes kennen bestaat er ook een genre waarin erotiek in meer dan gemiddelde mate aanwezig is. In hun extreemste vorm kunnen deze boeken als pornografie vanuit een vrouwelijk perspectief gezien worden. Zeer populair binnen dit genre werd de Vijftig tinten-trilogie van E.L. James.
- De homoseksuele liefdesroman, met de relatie tussen twee mensen van hetzelfde geslacht als hoofdthema.
- De mannelijke liefdesroman, een niche-genre waarin een liefde vanuit mannelijk perspectief wordt beschreven.

Ook bestaan er in toenemende mate tussenvormen tussen de "serieuze" literatuur en de liefdesroman.

## Kritiek
Traditioneel wordt er door literaire critici sterk op de liefdesroman neergekeken, mogelijk zelfs sterker dan op andere "triviale" genres als fantasy, detectives en westerns. Pamela Regis noemde het the most popular and least respected genre. Met een veranderende blik op genreliteratuur is de laatste jaren het negatieve oordeel lichtelijk verzacht.